# Adam Bobik
Adam Bobik (ur. 18 listopada 1988 w Hajnówce) – polski aktor telewizyjny i filmowy, absolwent Warszawskiej Szkoły Filmowej.

## Kariera
Zadebiutował w 2011 roku. Wybrane role w polskich filmach i serialach: Kamil w filmie Wybraniec, policjant w serialu O mnie się nie martw, kibol w serialu Przypadki Cezarego P., piłkarz w serialu Prawo Agaty, lump w filmie Planeta singli, Przemek w serialu Strażacy, lokaj w serialu Bodo, wychowanek sierocińca w serialu Ultraviolet, samobójcę w serialu Za marzenia, człowiek Cinka w serialu Wataha, Alek w serialu Lekarze na start, Pablo w serialu Komisarz Alex, policjant w filmie Pokot, zakonnik Wojciech w serialu Korona królów, Młody w filmie Autsajder i człowiek Chorwata w filmie Juliusz, kleryk Maciek Kowal w serialu Na dobre i na złe, emitowanym w TVP2, epizod jako mężczyzna w kościele w filmie krótkometrażowym Spowiedź w reżyserii Marcina Kwaśnego.
W 2016 roku został uhonorowany Nagrodą im. Piotra Łazarkiewicza dla Młodego Talentu na Festiwalu Filmów Polskich w Los Angeles za rolę w filmie krótkometrażowym Mały palec w reżyserii Tomasza Cichonia.

## Filmografia
- 2013: Wybraniec – Kamil
- 2014–2015: O mnie się nie martw – policjant (odc. 1, 24, 37)
- 2015: Przypadki Cezarego P. – kibol (odc. 4)
- 2015: Prawo Agaty – piłkarz (odc. 82)
- 2016: Strażacy – Przemek (odc. 12)
- 2016: Planeta singli – lump Waldemar
- 2016: Bodo – lokaj Moryca (odc. 12)
- od 2016: Na dobre i na złe – kleryk Maciek Kowal (od odc. 645)
- 2017: Lekarze na start – Alek (odc. 28)
- 2017: Ultraviolet – wychowanek sierocińca (odc. 6)
- 2017: Wataha – człowiek Cinka (odc. 10)
- 2017: Pokot – policjant
- 2017: Komisarz Alex – Pablo (odc. 111)
- 2017: Za marzenia – samobójca (odc. 3)
- 2018: Korona królów – zakonnik Wojciech (odc. 5-67)
- 2018: Juliusz – człowiek „Chorwata”
- 2018: Autsajder – Młody
- 2020: Zenek – „alternatywny”
- 2020: Król – Bronisław Żwirski
- 2020: Wszyscy moi przyjaciele nie żyją – Pizza Boy
- 2020: Jak zostałem gangsterem. Historia prawdziwa – „Łomek”
- od 2021: The Office PL – Łukasz „Łuki” Gnatowski
- 2021: Kraj – Krzyś / Brat Krzysia „Sylwester”
- 2021: Żeby nie było śladów – ksiądz Jerzy Popiełuszko
- 2022: Minuta ciszy – „Nuta”
- 2022: Tonia – Tatko
- 2022: Kres niewinności – esbek
- 2022: Kobieta na dachu – Mateusz Napieralski, syn Miry
- 2022: Herkules – Marek „Bobek” Bobkowski
- 2023: Emigracja XD – Krystianek, kuzyn Malcolma
- 2023: Camera Café. Nowe parzenie – Roman
- 2024: Sami swoi. Początek – Kazimierz Pawlak
- 2024: Niepewność - Hieronim Gorzeński[3] (odc. 2-5)